# Покотило, Сергей Викторович
Сергей Викторович Покотило (1903—?) — начальник Управления МГБ по Ярославской области, генерал-майор (1945).

## Биография
Родился в семье бедняка. В 1925 был призван в Красную Армию. С 1926 по 1929 учился в Военной школе им. ВЦИК. В 1937 поступил в Военную академию им. М. В. Фрунзе, в которой проучился 1 курс. В 1939 со второго курса академии направлен на работу в органы безопасности. С 4 февраля 1939 работал начальником Особого отдела НКВД Северо-Кавказского военного округа. В феврале 1941 переведён на должность начальника Управления НКВД по Ростовской области. В период с 1942 по 1943 работал в центральном аппарате НКВД СССР на должности заместителя начальника 5-го Управления (5-го специального отдела). В 1946 по личной просьбе переведён на должность начальника Управления МГБ по Ярославской области. В 1950 назначен на должность начальника Управления контрразведки МГБ Киевского военного округа. В 1955 назначен заместителем начальника Особого отдела КГБ при СМ СССР по Уральскому военному округу. С 1957 в запасе.

### Звания
- майор ГБ;
- комиссар ГБ (14 февраля 1943);
- генерал-майор (9 июля 1945).

### Награды
- орден Ленина (24.11.1950)[6];
- орден Красного Знамени (04.12.1945)[6];
- орден Кутузова 2 степени (08.03.1944)[6];
- орден Трудового Красного Знамени (20.09.1943)[6];
- 2 ордена Красной Звезды (02.07.1942, 03.11.1944)[6];
- орден «Знак Почета» (26.04.1940)[6];
- медали;
- знак «Заслуженный работник НКВД» 04.02.1940)[6].